# State House (Barbade)
Pour les articles homonymes, voir State House.
La State House  est la résidence officielle et le bureau du président de la Barbade. Elle était jusqu'en 2021 nommée Governement House et servait de résidence au gouverneur général de la Barbade.

## Histoire
La State House est construite en 1702, à l'époque coloniale, et sert de plantation quaker, jusqu'à ce qu'elle soit achetée par le gouvernement impérial, pour remplacer la Grande maison Bagatelle, ancienne résidence du gouverneur, située dans la paroisse de Saint-Thomas. À partir de ce moment-là, elle sert de résidence au gouverneur de la Barbade. Après l'indépendance politique du pays vis-à-vis le Royaume-Uni en 1966, le bâtiment continue de servir de résidence officielle et de bureau du gouverneur général. Avec l'abolition de la monarchie en novembre 2021, la State House devient la résidence du président de la Barbade.